# Битва під Любаром
Би́тва під Лю́баром відбулася 16—26 вересня 1660 року під час Московсько-польської війни 1654—1667. Польські війська в союзі з кримсько-татарським військом та козаками Івана Виговського зійшлися в бою з московською армією під командуванням боярина Василя Шереметьєва і козаками наказного гетьмана Війська Запорозького Тимоша Цюцюри.

## Передісторія
У 1660 році командування московських військ почало підготовку наступу на Львів. У Києві збиралися війська під командуванням боярина Василя Шереметьєва. За планами, чисельність московських військ повинна була скласти близько 19 000 чоловік, але через події в Литві мобілізувати вдалося тільки 15 000 чоловік. У липні 1660 польсько-литовські війська в Литві вийшли до Дніпра, взяли Шклов і перерізали цю водну комунікацію. В результаті відправка по річці полків корпусу князя Костянтина Щербатова із Смоленська до Києва не відбулася.
У травні 1660 до Києва прийшли козацькі лівобережні полки наказного гетьмана Тимоша Цюцюри, всього близько 20 000 чоловік. Спільно з армією Шереметьєва повинно було діяти козацьке військо (від 20 до 30 000 осіб) під керівництвом гетьмана Юрія Хмельницького, з'єднання з яким передбачалося під Слободищем. Гетьман повинен був рухатися вздовж правого боку Дніпра з метою попередження з'єднання польсько-литовської армії з військом Кримського хана. Хмельницький так само виділив окремий загін козаків для прикриття кордону з Кримським ханством, надавши для посилення Черкаський і Канівський полки.
У Шереметьєва були великі плани походу і бажання наступати вглиб Польщі, які цілком підтримував Цюцюра. З усіх воєвод тільки князь Григорій Козловський виступав проти цього, переконуючи Шереметьєва, що не можна довіряти козакам, які неодноразово зраджували своїм союзникам і не варто йти в Польщу. Потрібно чекати ворога в Гетьманщині, зміцнюючи міста, але його думку не було почуто. 17 серпня 1660 московський воєвода почав похід на Львів. 25 серпня до нього приєднався, вийшовши з Умані, загін князя Григорія Козловського. В результаті, в армії Шереметьєва перебували 15 031 чоловік московського війська з 33 гарматами і близько 20 000 чоловік Війська Запорозького з 7 гарматами. По дорозі воєвода залишив 1 000 чоловік в гарнізоні Чуднова.
Дізнавшись про наступ московського війська, польський король направив свої війська назустріч ворогові. З Луцька виступили польські війська польного гетьмана коронного Єжи Любомирського чисельністю близько 15-19 тис. осіб. На Поділлі до військ Любомирського приєднався загін козаків Івана Виговського чисельністю від 1 500 до 2 000 чоловік. Близько Костянтинова (тепер — м. Старокостянтинів) Любомирський з'єднався з армією Великого гетьмана коронного Станіслава Потоцького (близько 8 000 чоловік), сформованою в Тернополі.
Тим часом, Шереметьєв підійшов до Котельні (скоріше за все, до теперішньої Старої Котельні), де дізнався що польська армія стоїть в Меджибожі. Одночасно, Хмельницький не зміг зупинити татарську орду. 26 серпня татарська армія нуреддин-султана Мурад Ґерая і царевича Сафа Ґерая, чисельністю близько 15 000 чоловік, з'єдналися з польськими військами.
7 вересня до Великого коронного гетьмана Станіслава Ревери Потоцького під Костянтинів прибула татарська корогва Олександра Кричинського. Полонені козаки надмірно оцінювали московсько-козацьку армію Василя Шереметьєва у 80 000 вояків і 40 гармат; вони свідчили, що це військо повинне йти на Тернопіль через Чуднів. Це було результатом неправдивої інформації, яку розповсюджував московський воєвода.
Він вважав, що Потоцький з 6 000 війська стоїть лише під Тернополем, а Гетьман польний коронний Єжи-Себастьян Любомирський знаходиться ще за Віслою. Для того, щоб скористатися цією ситуацією, московський полководець прагнув знищити Потоцького — в результаті цього відкрилась би дорога на Львів. 9 вересня польське командування вирішило скористатися помилкою противника, який не очікував такої кількості польського війська, заскочити та знищити його до появи Юрія Хмельницького, і, в той же день армія польська рушила на Шереметьєва.
9 вересня передові загони супротивників зустрілися під Бердичевом. До останнього моменту Шереметьєв не знав про з'єднання Потоцького з Любомирським і вважав, що проти нього діють незначні сили коронного гетьмана і кримсько-татарського війська. Воєвода, упевнений у своїй перевазі, йшов без охорони тилів. 12 вересня він досягнув Чуднова, де дізнався про загони козаків, які стояли за 26 км від Меджибожа і йшли йому на допомогу. Шереметьєв вирішив дочекатися їх до 16 вересня.

## Зустрічний бій
Через складні умови місцевості польська армія лише 11 вересня досягнула Острополя (тепер — с. Старий Остропіль), де, після короткого відпочинку, вона зустріла день 12 вересня. 14 вересня поляки дізналися про присутність противника на відстані близько 11 км від Любара. З найближчого пагорба можна було побачити авангард московсько-козацького війська та його основні сили, котрі марширували на Любар. Попри те, що піхота і артилерія були ще в тилу, Любомирський та Потоцький вирішили скористатися нагодою і відразу вдарити по авангарду противника, який нічого не підозрював. Вони послали панцерну корогву Яна Клопотовського із завданням обійти ворожий авангард. Разом з тим близько 13 години в лоб вдарили татари 2 000-ми війська, завдавши тяжких втрат кільком сотням козаків. Попри це, значна частина козаків, продовжуючи вести інтенсивний вогонь, який повністю відібрав у татар охоту воювати, встигнула відступити до табору. Табір зайняв зручну позицію в сусідньому гаю.
На допомогу татарам вирушила кіннота Івана Виговського і польного писаря коронного Яна Сапєги. Драгуни під командуванням фон Бокума, приховані за лісом, вкрили табір вогнем своїх мушкетів. Козаки не витримали і почали поспішно відступати до основних сил, які підтягувались. Однак, відразу ж після виходу з гаю, кинулася на козаків польська кіннота. Тільки залишки розбитого авангарду московсько-козацького війська принесли Шереметьєву новини про небезпеку. Воєвода був вражений даною ситуацією і не знав, що й думати. Нарешті, щоб захистити свою армію, він відправив московську кінноту, на яку одразу ж напав полк Сапєги за підтримки татар. Московська кіннота мала велику чисельну перевагу. Незважаючи на втрати, понесені в результаті удару польської кавалерії, вона вистояла, а потім сама, користуючись перевагою, стала тіснити поляків, які за допомогою наступаючої темряви відступили з поля бою. Зустрічний бій, який тривав 5 годин, закінчився. Московсько-козацькі втрати склали кілька сотень людей, в той час як поляки втратили кілька людей. Татари традиційно понесли дуже незначні втрати.

## Московсько-козацьке військо в окопах
Поляки після битви відступили під Любар, чекаючи на піхоту та артилерію, які підтягнулися в ніч з 14 на 15 вересня. Московське військо почало окопуватися. Василь Шереметьєв тільки зараз почав здогадуватися, що він має перед собою могутню коронну армію, а не маленький корпус Потоцького, як вважав раніше. Якщо він ще й мав якісь сумніви, то на наступного дня, побачивши все військо польське (близько 30 000 чоловік), повністю усвідомив, в якій страшній ситуації він опинився. Побачивши, що стоячій перед ним силі додатково допомагають 15 000 татар, московський воєвода наказав всій армії сховатися в таборі. Московсько-козацьке військо (близько 50 000 солдатів), окопавшись, стояло фронтом на південний захід, ліве крило притулилось до Чуднова, а праве до Любара. Ця позиція, хоча й була зручною для оборони, не забезпечувала достатню кількість води та їжі. На правому крилі стояли козаки, а зліва московити.
Польсько-татарський табір став на південь від пагорба, ліве крило впиралося в річку Случ, а праве було відтягнуте. Зайнята позиція давала польсько-татарському війську легкий доступ як до води, так і до провіанту.
15 вересня два війська почали обстрілювати позиції супротивника артилерійським вогнем. 16 вересня війська Шереметьєва закінчили будівництво польових укріплень. Вони залишилися задоволені виконаною роботою, вважаючи свої позиції стійкими до штурму.

## Битва основних сил
Битва почалася з перестрілки, потім опівдні польсько-татарські війська вийшли в поле, далеко від своїх укріплень. Вони були вишикувані традиційним способом, тобто піхота і артилерія в центрі, кіннота з драгунами на флангах. Гетьман польний коронний Єжи-Себастьян Любомирський стояв навпроти козацького війська Цюцюри, а гетьман Станіслав Ревера Потоцький мав перед собою московську армію. Татари перебували попереду і на флангах: на крайньому правому крилі — Нуреддин Мурад Ґерай, на крайньому лівому — Сафа Ґерай.
Московсько-козацьке військо чекало в укріпленому таборі, сподіваючись, що противник виснажиться штурмуючи їх. Щоб спровокувати армію противника до нападу, частина сил Шереметьєва періодично виходила за межі укріплень, а потім відступала. Великий бій почався близько полудня «за високий пагорб, що лежав між лівим крилом московського і правим крилом польського війська». Московський воєвода віддав наказ 4 ротам піхоти з 4 гарматами зайняти цей пагорб і утримувати його за будь-яку ціну, тому що з цієї важливої позиції можна було обстрілювати його війська. Польська кавалерія ціною великих втрат прогнала частину московської піхоти з цього пагорба, який охороняв доступ до ворожих позицій. Здобуту позицію зайняли драгуни фон Бокума. Натомість, московська кавалерія вибила польських драгунів з пагорба. Згодом, кілька загонів польської піхоти підтримали драгунів, і, в результаті, пагорб опинився у польських руках. Війська Шереметьєва вперто намагалися відбити пагорб, але подальші атаки московської піхоти були відбиті. Коли воєвода для захоплення пагорба знову кинув кінноту, Потоцький кинув на неї дві панцерні корогви, «закипіла гаряча битва, билися з великим завзяттям і напругою, то одні, то інші брали гору. Зрештою московська кіннота, зазнавши великих втрат, стала відступати. Ще деякий час билася піхота, але й вона також відступила».
Поляки переслідували їх аж до валів табору московсько-козацького війська. Шереметьєв, зайнятий обороною табору, не зміг надати допомогу захисникам пагорба. Під час цієї битви польське ліве крило Любомирського атакувало козаків Цюцюри, які займали правий бік московсько-козацького табору.
Козаки, в свою чергу, почали насипати шанці перед своїм обозом і, таким чином, поступово наблизилися до лінії військ Любомирського. Підійшовши на достатню відстань, вони почали стріляти з рушниць. Гетьман кинув проти них легку кавалерію, яка витіснила козаків. Наступ полків Яна Собеського, Яна Сапєги та Івана Виговського витіснив козаків до табору. Покинуті шанці зайняли німецькі піхотні полки під командуванням Степана Немирича і генералів Кшиштофа Корицького та Ернеста Магнуса Гроттхауза. Піхота кинулася в атаку на вали козацького табору, і, незважаючи на успіх, цей випад був відмінений Любомирським через настання сутінків.
Втрати московського війська склали близько 1 000 убитими і пораненими, козаки втратили 500 чоловік убитими і пораненими, а також, три залишені шанці. Польські війська втратили менше 100 вбитими і 200 пораненими. Цей бій задовольнив Шереметьєва, адже він вважав, що відкрита битва призведе до неминучої катастрофи. Тому він вирішив ще краще окопатися, перейти до оборони й спробувати нічні рейди. Опинившись в оточенні численних польсько-татарських сил, воєвода ще не думав про відступ. Шереметьєв розраховував на допомогу гетьмана, який міг би змінити хід усієї кампанії. Але Хмельницький не з'явився, татарські загони перерізали дороги, запаси продовольства московського-козацького війська виснажувалися.
В триваючих боях керівники обох армій з відданістю керували діями своїх військ, перебуваючи весь час на передовій. Зокрема, особливо безтурботно поступав Станіслав Ревера Потоцький, який на білому коні їздив спокійно між відділами незважаючи на артилерійський вогонь, який татар настільки виводив з рівноваги, що вони намагалися витягнути насильно табір польської армії в безпечне місце. Шереметьєв також особисто кілька разів з'являвся в полі в небезпечних місцях. Полякам навіть вдалося полонити прапороносця, що стояв при воєводі і тримав над ним прапор. Один раз гарматне ядро потрапило до намету Шереметьєва.

## Блокада московсько-козацького війська
Почалася блокада московсько-козацького війська, під час якої мали місце численні дрібні сутички. В цей період польський табір поступово наблизився до укріплень супротивника на відстань від 2 до 3 кілометрів, ще більше посиливши блокаду. Розташовані навпроти московитів та козаків шанці були зайняті відділами піхоти. При відсутності Вольфа командував польською артилерією Теркант. Почався регулярний артилерійський обстріл московсько-козацьких позицій. Татари, майстри партизанської боротьби, відрізали московсько-козацькому війську всі шляхи постачання. Моральний дух заблокованої армії Шереметьєва почав падати. 17 вересня почалося дезертирство в армії козаків. Вся надія московсько-козацького війська на даний час була на допомогу Ю. Хмельницького. Підкоморій київський Юрій Немирич закликав у листі задніпрянських козаків залишити Шереметьєва і повернутися під владу Речі Посполитої. Цей лист було поширено по козацькому табору, і, хоча Цюцюра не порвав з московитами, чисельність його армії все більш швидкими темпами почала танути через численні втечі. Більшість втікачів попрямували до своїх будинків, лише деякі приєднувалися до Виговського. 19 вересня татари розбили потужний московський фуражний загін, убивши і поранивши сотні і взявши в полон 100 вояків. У розпачі воєвода безуспішно намагався підкупити керівника татарських військ нуреддин-султана Сафу Ґерая, який відразу ж повідомив про цей факт польське керівництво. Перехоплено термінові листи до Ю. Хмельницького із вимогою поспішно йти на допомогу.
У період з 21 по 22 вересня відбувалися тільки дрібні сутички. 23 вересня прибув генерал Фромхольд Вольф з облоговою артилерією (кілька гармат, п'ять мортир, 60 возів боєприпасів). Для московсько-козацького війська почалося пекло. Потужний вогонь артилерії, відсутність води, палива і їжі наближали поразку для армії Шереметьєва. Коли польський командир дізнався, що московський воєвода буде намагатися вирватися з пастки, посилили пильність, а збоку Чуднова насипано два шанці та посаджено до них піхоту і артилерію. У ніч з 24 на 25 вересня московське військо провело вилазку, відбиту силами Потоцького.

## Втеча московсько-козацького війська з пастки
Невдала вилазка переконала керівництво московсько-козацької армії в тому, що подальша блокада повинна закінчитися для них невдачею. Було вирішено вибиратися з пастки. В ніч з 25 на 26 вересня козаки та московити приготувалися до відступу, перетворивши свій табір на рухливий табір (вагенбург), зв'язавши вози залізними ланцюгами. Для захисту від куль на вози насипали землю і поставили легкі гармати. Між 16 рядами возів рухалася кавалерія і піхота. Попереду йшов загін, який прорубував просіку крізь ліс. За повідомленням польських джерел, «свідки, які бачили цей великий рухомий табір, дивувалися його конструкції і називали Шереметьєва істинним полководцем. Говорили, що він свій відступ виконував за всіма правилами військового мистецтва і в повному порядку».
На чолі табору мали йти московити, а козаки розмістились в тилу. Було залишено мертвих, вози та дев'ять гармат. Не дочекавшись допомоги, Шереметьєв почав відходити до містечка Чуднів, розраховуючи, що Ю. Хмельницький вийде там з ним на з'єднання. 26 вересня на світанку був знищений вал з боку Чуднова і московські війська покинули табір. Коли Потоцький і Любомирський дізналися про це, негайно взяли свої війська і закликали татар. На козацькі тили вдарив корпус Любомирського, натомість Потоцький намагався обігнати ворожу армію та загородити їй шлях з фронту. В тилу Шереметьєва гусарський напад розбив московську кавалерію, яка пильнувала козаків (два ескадрони). Потім вдарив на козацький табір, відокремлюючи його ар'єргард. Коли до цього підключились драгуни і піхота, козацький ар'єргард був повністю розбитий. Між 10-ю та 11-ю годинами ранку московський воєвода зупинив свій табір на рівнині, переформувавши його в 16 рядів возів. За цей час Потоцький вийшов спереду нього, Любомирський оточив тили, і, до того ж, підтягнулися татари. Проведено скоординовану атаку з усіх сторін. Тим не менше, не вдалося отримати вогнедихаючої рухомої фортеці. Збентежені татари відступили з поля бою.

## Драматична переправа черезІбр
Василь Шереметьєв ввечері прийшов до болотистої річки Ібр і приступив до переправи. Важкопрохідна місцевість відзначилась замішанням у цілому таборі. Дізнавшись про несподіване замішання у військах противника, Любомирський послав кінноту та татар за річку, але вони були відбиті гарматами та піхотою. Розміщені на пагорбі московські гармати ефективно захищали змішаний табір, який був заблокований річкою. Ситуацію різко змінило надходження Вольфа за піхотою та артилерією. Частина козацького табору біля річки була завойована, інша частина московсько-козацького війська, окопалася в селі Красносілка. Втрати армії Шереметьєва склали до 2 000 убитими і пораненими, 500 возів і сім гармат, поляки втратили 100 чоловік убитими і 300—400 пораненими. Татарські втрати були мінімальними. Вранці 27 вересня московсько-козацький табір продовжив свій шлях і через кілька годин прибув до Чуднова, де до нього приєднався раніше залишений там місцевий гарнізон майже 1 000 осіб. Незабаром польсько-татарське військо оточило козаків і московитів під Чудновом. 